# Форест-Гроув (Орегон)
Форест-Гроув (англ. Forest Grove) — місто (англ. city) в США, в окрузі Вашингтон штату Орегон. Населення — 26 225 осіб (2020).

## Географія
Форест-Гроув розташований за координатами 45°31′28″ пн. ш. 123°6′38″ зх. д. / 45.52444° пн. ш. 123.11056° зх. д. (45.524366, -123.110589). За даними Бюро перепису населення США в 2010 році місто мало площу 15,21 км², з яких 14,86 км² — суходіл та 0,35 км² — водойми.

### Клімат
| Клімат : Форест-Гроув   | Клімат : Форест-Гроув | Клімат : Форест-Гроув | Клімат : Форест-Гроув | Клімат : Форест-Гроув | Клімат : Форест-Гроув | Клімат : Форест-Гроув | Клімат : Форест-Гроув | Клімат : Форест-Гроув | Клімат : Форест-Гроув | Клімат : Форест-Гроув | Клімат : Форест-Гроув | Клімат : Форест-Гроув | Клімат : Форест-Гроув |
| Показник                | Січ.                  | Лют.                  | Бер.                  | Квіт.                 | Трав.                 | Черв.                 | Лип.                  | Серп.                 | Вер.                  | Жовт.                 | Лист.                 | Груд.                 | Рік                   |
| Абсолютний максимум, °C | 19,4                  | 25,0                  | 27,8                  | 33,9                  | 36,7                  | 40,6                  | 42,8                  | 42,2                  | 40,0                  | 33,9                  | 23,9                  | 17,8                  | 42,8                  |
| Середній максимум, °C   | 7,1                   | 9,9                   | 13,0                  | 16,6                  | 20,5                  | 23,8                  | 27,9                  | 28,1                  | 24,7                  | 17,9                  | 11,2                  | 7,6                   | 17,4                  |
| Середній мінімум, °C    | −0,1                  | 0,9                   | 2,2                   | 3,8                   | 6,5                   | 9,2                   | 11,0                  | 10,9                  | 8,7                   | 5,3                   | 2,7                   | 0,9                   | 5,2                   |
| Абсолютний мінімум, °C  | −27,8                 | −26,1                 | −10,6                 | −5                    | −2,2                  | 0,0                   | 1,1                   | 0,6                   | −2,8                  | −6,1                  | −14,4                 | −26,1                 | −27,8                 |
| Норма опадів, мм        | 186                   | 145                   | 121                   | 69                    | 51                    | 34                    | 10                    | 17                    | 38                    | 87                    | 187                   | 209                   | 1154                  |
| Днів з опадами          | 20                    | 17                    | 18                    | 14                    | 12                    | 8                     | 3                     | 4                     | 7                     | 13                    | 19                    | 20                    | 155,0                 |
| ----------------------- | --------------------- | --------------------- | --------------------- | --------------------- | --------------------- | --------------------- | --------------------- | --------------------- | --------------------- | --------------------- | --------------------- | --------------------- | --------------------- |
| Джерело:                |                       |                       |                       |                       |                       |                       |                       |                       |                       |                       |                       |                       |                       |

## Демографія
Згідно з переписом 2010 року, у місті мешкали 21 083 особи в 7385 домогосподарствах у складі 4871 родини. Густота населення становила 1386 осіб/км². Було 7845 помешкань (516/км²).
Расовий склад населення:
| - 78,8 % — білих - 2,6 % — азіатів - 1,1 % — корінних американців - 0,8 % — чорних або афроамериканців - 0,3 % — вихідців з тихоокеанських островів - 12,5 % — осіб інших рас |

До двох чи більше рас належало 3,9 %. Частка іспаномовних становила 23,1 % від усіх жителів.
За віковим діапазоном населення розподілялося таким чином: 26,6 % — особи молодші 18 років, 61,1 % — особи у віці 18—64 років, 12,3 % — особи у віці 65 років та старші. Медіана віку мешканця становила 32,7 року. На 100 осіб жіночої статі у місті припадало 92,2 чоловіків; на 100 жінок у віці від 18 років та старших — 88,7 чоловіків також старших 18 років.
Середній дохід на одне домашнє господарство становив 59 875 доларів США (медіана — 48 411), а середній дохід на одну сім'ю — 65 992 долари (медіана — 57 648). Медіана доходів становила 42 781 долар для чоловіків та 35 791 долар для жінок. За межею бідності перебувало 16,9 % осіб, у тому числі 20,2 % дітей у віці до 18 років та 14,5 % осіб у віці 65 років та старших.
Цивільне працевлаштоване населення становило 9489 осіб. Основні галузі зайнятості: освіта, охорона здоров'я та соціальна допомога — 21,6 %, виробництво — 20,3 %, роздрібна торгівля — 10,1 %, науковці, спеціалісти, менеджери — 8,7 %.